# Університет Східного Лондона
Університе́т Схі́дного Ло́ндона (англ. University of East London, UEL) — університет в Іст-Енді Лондона, Велика Британія. Університет налічує більше 26 000 студентів і розташований в двох кампусах в Доклендс та у Стретфорді.

## Історія
Інститут був створений 1970 року в результаті об'єднання колледжей вищої освіти, включаючи «Технічний Інститут Вест Хема» в Стретфорді та «Південно-Східний Технічний Коледж Ессекса» в районі Баркінг. Спочатку він носив ім'я «Північно-Східний Лондонський Політех» і змінив назву 1989 року на «Політех Східного Лондона». 1992 року інституту було надано статус університету і він отримав ім'я «Університет Східного Лондона». Хоча UEL відноситься до «нових університетам», його велика історія символізує різкі зміни в Британській освіті наприкінці XIX і XX століть.

## Кампуси

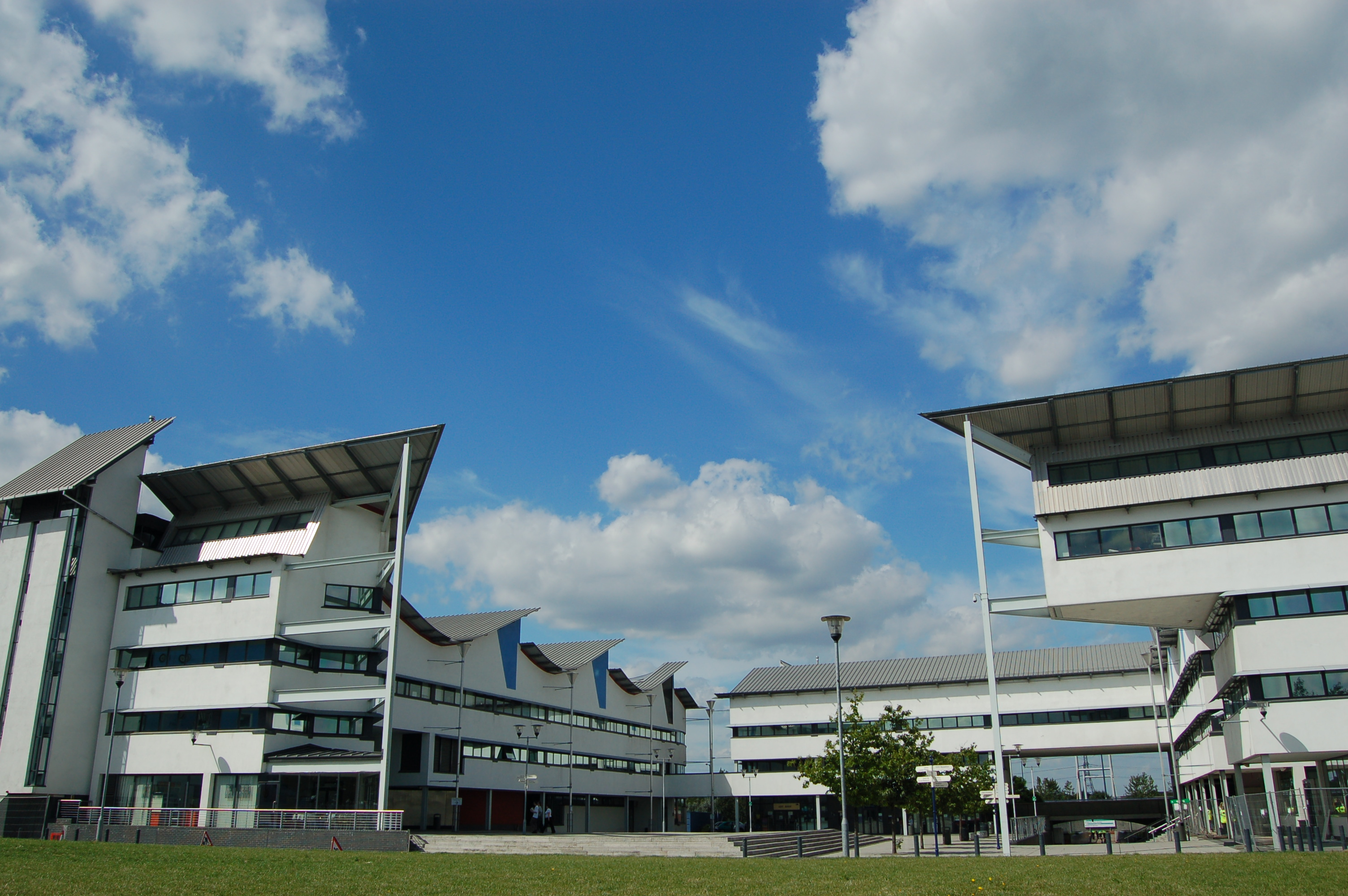
Площа кампусу в Доклендс

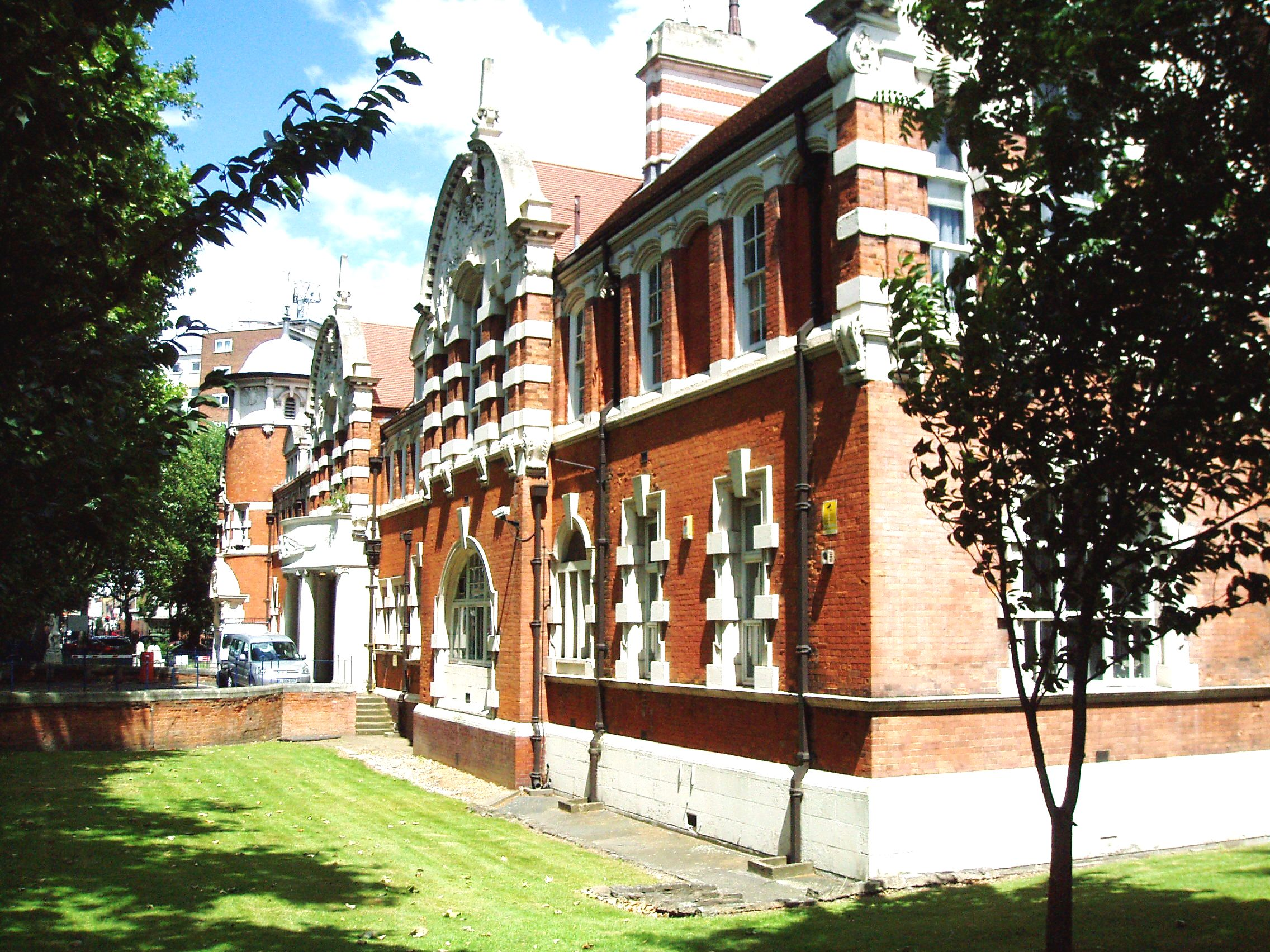
Кампус в Стретфорді

Університет має два великих кампуса на сході Лондона, в Доклендс та у Стретфорді.

### Доклендс
Кампус університету в Доклендс є одним з помітних місць в Лондоні з видом на Доки Короля Альберта (штучний канал від Темзи, де раніше знаходилися доки) і прямо на аеропорт Лондон-Сіті, що знаходиться за ними. Кампус блищить своїми будівлями з сучасною архітектурою.
Сьогодні кампус обслуговує понад 7 500 студентів і дослідників. Доклендс став першим побудованим кампусом в Лондоні за останні півстоліття і був відкритий тодішнім мером Лондона Кеном Лівінгстоном. А нові будівлі Бізнес Школи та Центру Будівель Док були відкриті Королевою Єлизаветою II в лютому 2007 року. Станція Кіпр лінії Доклендского легкого метро прилягає прямо до пішохідного входу в кампус, а потяги йдуть до Кенері-Ворф та центру міста. На території кампуса є два бари, три кафе, гуртожитки, цілодобова бібліотека і безліч інших об'єктів.
Кампус буде основною базою збірної США на олімпійських іграх 2012.
Зараз тут ведеться будівництво нового комплексу для спорту і розваг вартістю £ 18 000 000, закінчення якого заплановане на кінець 2011 року — початок 2012 року.

### Стретфорд
Цей кампус розташований в центрі району Стретфорд і в декількох кроках від Олімпік-парк, великого стадіону для олімпійських ігор 2012, що будується. Основою кампуса є Університетський будинок, побудований в XIX столітті.

## Структура
Всі курси даються однією з восьми шкіл:
- Школа Архітектури та Візуальних Мистецтв
- Школа комп'ютингу, Інформаційних Технологій і Інженерії
- Бізнес Школа
- Школа Навчання
- Школа Здоров'я і Біологічних Наук
- Школа Права
- Школа Психології
- Школа Гуманізму та Громадських Наук

Також є ще три школи, що відповідають за адміністративні питання: Школа суміщених Курсів, Школа Випускників і UEL-коннект (відповідає за дистанційне навчання, Інтернет-освіту та короткі курси).
Як і інші британські університети, Університет Східного Лондона пропонує навчання як для отримання першої вищої освіти, так і для продовження свого навчання (навчання на магістра, доктора, MBA).